# الحسن الكلبي

إيطاليا في عام 1000م. إمارة صقلية باللون الأخضر الفاتح.

الحسن بن علي بن أبي الحسين الكلبي ولد في تونس سنة 911 م(توفي :353هـ / 964) قائد عربي مسلم أسس إمارة بني كلب في صقلية، كان من أخلص أنصار الدولة الفاطمية وكبار قُوَّادها، عينه الخليفة الفاطمي المنصور واليا على صقلية عام 336هـ / 948 وذلك بعد أن كثرت الثورات الداخلية من جهة، وتنامي خطرالغزو البيزنطي من جهة ثانية. فما أن وصل الحسن إلى صقلية حتى أرسى الحكم الفاطمي فيها وأخمد الفتن والثورات، وكبح أطماع البيزنطيين وفرض عليهم دفع أمول الهدنة المتراكمة منذ ثلاث سنوات. استقل الحسن بحكم صقلية، وبقي الحكم في بنيه إلى عام 445هـ / 1053 .

## التاريخ
كانت أسرة الحسن من أخلص أعوان الفاطميين، ولأفرادها مواقف مهمة في خدمة الدولة الفاطمية ولاسيما في أثناء ثورة مخلد بن كيداد الخارجي الإباضي زمن الخليفتين الفاطميين القائم والمنصور، والتي اكتسحت معظم مدن المغرب الأدنى. والده علي بن أبي الحسين الكلبي كان أحد كبار قادة الفاطميين، وقُتل عام 327هـ/938 أثناء تصديه لثورة جرجنت المناهضة للفاطميين.
عين المنصور الفاطمي الحسن الكلبي أميرا على صقلية عام 336هـ/948، وذلك بعد أن استضعفت الدولة البيزنطية المسلمين في صقلية أيام الأمير ابن عطاف لعجزه وضعفه فامتنع البيزنطيون من إعطاء مال الهدنة، فكان لزاما على الفاطميين إرسال قائد مجرب شحذته الأحداث وتمرس بالقتال وفنونه ليثبت الحكم الفاطمي في الجزيرة، لقد أثبت الحسن أنه على قدر مسؤلية قيادة صقلية، فأدرك مشاكلها الداخلية والخارجية وكانت إمارته بداية عهد جديد في تاريخ صقلية، فإليه يرجع الفضل في إصلاح أحوالها، وتدبير أمورها، وتكوين أسرة حاكمة فيها تناوبوا أمرها، ورفعوا من شأن الدولة الفاطمية، فجعلوها من أقوى القوى البحرية في البحر المتوسط.
كان لشخصية الحسن الكلبي وحسن سياسته وتعامله الأثر الأكبر في محبة الصقليين والتفافهم حوله، فقضى على الفتن والثورات وتغلب على العصبيات القوية وعلى رأسها نفوذ كبار أعيان صقلية مثل بنو الطبري وغيرهم. أرسى الحسن الحكم الفاطمي في صقلية، وأجبر الدولة البيزنطية على دفع مال الهدنة المتراكم عليهم منذ ثلاثة سنوات، واستعاد حكم كلابريا والجنوب الإيطالي من البيزنطيين بعد أن استولوا على تلك المناطق مستغلين الفتن الداخلية بين المسلمين، فرضخ البيزنطيين للشروط التي أملاها الحسن عليهم وعقد معهم صلح عام 340هـ/951، لكن سرعان ما نقضوا عهودهم ففي شهر ذي الحجة من سنة 340هـ/951 حشدوا قواتهم في مدينة جراجة استعدادا للهجوم على المسلمين، فانقض الحسن عليهم بقواته بسرعة فالتحمت القوتان في معركة فاصلة، كان النصر الحاسم فيها للقوات الفاطمية، فهزم التجمع البيزنطي-الإيطالي شر هزيمة وانتهوا بين قتيل وشريد في ذات الشهر الذي نقضوا فيه العهود، وممن أُسر في المعركة قائد الأسطول البيزنطي ثم أرسل إلى المهدية حيث قُتل وصُلب. بعد وفاة المنصور الفاطمي، أقر خليفته المعز الحسن الكلبي أميرا على صقلية، وهكذا تحول الحكم فيها إلى حكم وراثي في بني أبي الحسين الكلبي.